# Длинноногий геккон
Длинноногий геккон, или длиннопалый тонкопалый геккон, или длиннопалый голопалый геккон (лат. Tenuidactylus longipes), — вид ящериц из семейства гекконовые.

## Описание
Среднего размера геккон, с длиной туловища до 6,9 см и длиной хвоста до 9,7 см. Туловище и голова сильно плоские. Туловище покрыто сверху зернистой гладкой чешуей и 12—14 продольными рядами крупных трёхгранных бугорков. На каждом из них поперечный ряд крупных шиповатых чешуй.
Окраска верхней стороны тела охристо-буроватая, по спине проходят 5—7 тёмных слегка размытых поперечных полос. На хвосте 8—12 и на лапах 6—9 поперечных полос. Спинные бугорки чуть светлее, что создаёт впечатление некоторой бархатистости. Брюхо белого цвета.

## Образ жизни
Любит горную местность. Встречается на известковых обрывах и останцах из песчаника в фисташковой саванне, на выходах скал, каменных и глинобитных заборах, а также на стенах домов. Преимущественно сумеречный вид. Экология этого редкого вида слабо изучена.
Питается насекомыми (бабочки, гусеницы, жуки, двукрылые) и пауками.
Яйцекладущая ящерица. Половая зрелость предположительно наступает на втором году жизни. Откладывание 1—2 яиц происходит в конце мая. Максимальная плотность популяции 1 особь на 10 м².

## Распространение
Длинноногий геккон встречается на крайнем юге Туркменистана (южный Бадхыз), в восточном Иране и юго-западном Афганистане.  
В коллекции Зоологического института РАН хранятся 3 экземпляра T. longipes longipes из окрестностей Термеза в Южном Узбекистане, собранные в 1916 году, но повторных находок в этом регионе не было. 

## Охранный статус
Был внесён в Красную книгу СССР как редкий вид (категория III) на северной границе своего ареала. Занесён в Красную книгу Туркменистана как редкий вид (категория IV). Охраняется в Бадхызском заповеднике.

## Классификация
Вид представлен двумя подвидами:
- Tenuidactylus longipes longipes (Nikolsky, 1896) — Обыкновенный длинноногий геккон[1], первая пара нижнечелюстных щитков обычно соприкасается между собой, распространён в восточном Иране и юго-западном Афганистане[1].

- Tenuidactylus longipes microlepis (Lantz, 1918) — Мелкочешуйчатый длинноногий геккон[1], или мелкочешуйчатый геккон[6], первая пара нижнечелюстных щитков обычно разделена горловыми чешуйками, распространён в долине р. Теджен (Туркменистан)[1][2]. Общая численность в СССР по состоянию на 1984 год не превышала 500 особей[6].